# Germain Sée

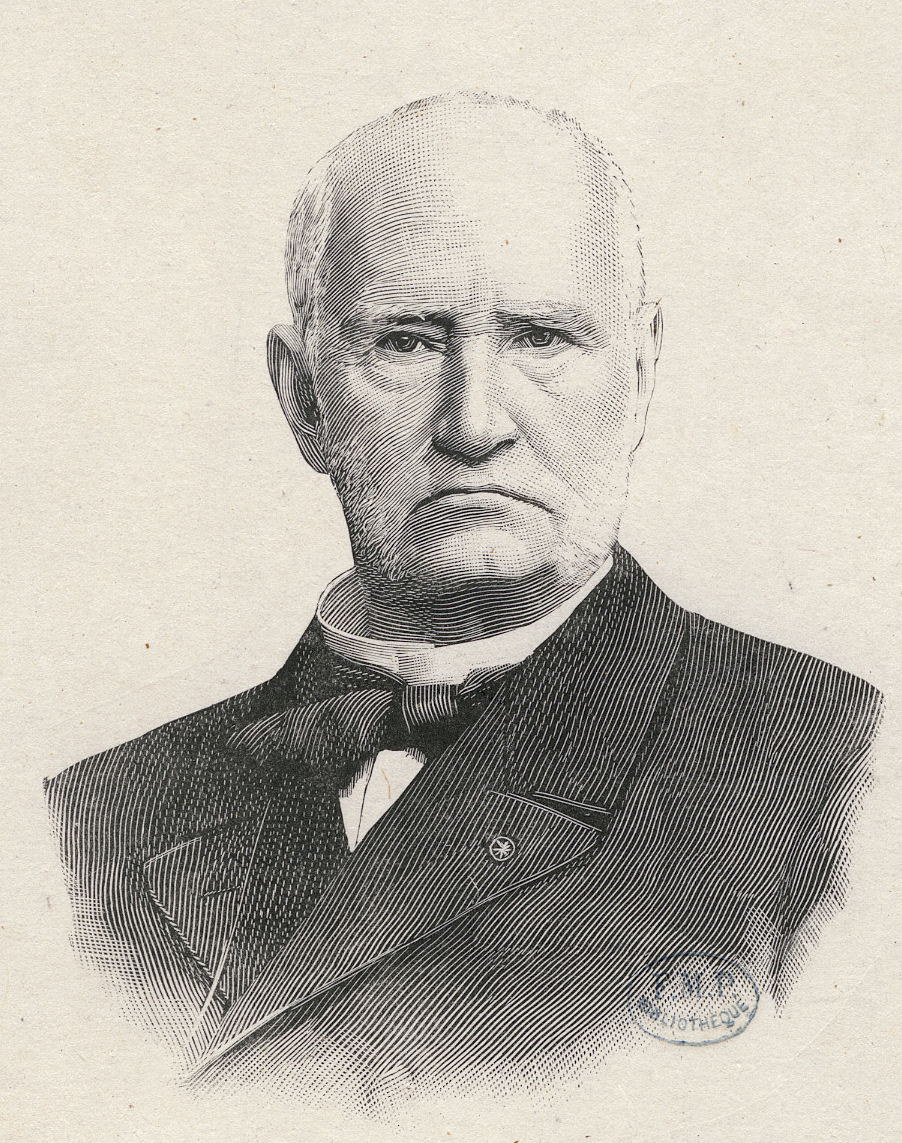

Germain Sée, född 6 februari 1818 i Ribeauville, departementet Haut-Rhin, död 12 maj 1896, var en fransk läkare. 
Sée, som var av judisk börd, blev medicine doktor 1846 samt professor 1866 i praktisk medicin vid fakulteten i Paris och 1869 i klinisk medicin och 1876 läkare vid Hôtel-Dieu de Paris. Han utgav många värderade arbeten, såsom Mémoire sur la chorée et le rhumatisme (prisbelönt av medicinska akademien och införd i dess "Mémoires", 1850), Le diagnostic et le traitement des maladies du cœur (1878) och Traités des maladies du cœur (två band, 1889–91).